# سیارک ۲۳۱۷۹
سیارک ۲۳۱۷۹ (به انگلیسی: 23179 Niedermeyer، نامگذاری:2000KF28) بیست و سه هزار و صد و هفتاد و نهمین سیارک کشف شده‌است که در ۲۸ مه ۲۰۰۰ کشف شد.
قدر مطلق سیارک برابر ۱۷.۰ است.